# Detroit City Football Club
Il Detroit City Football Club, conosciuto anche come Detroit City, è un club calcistico professionistico statunitense con base a Detroit, nel Michigan, che disputa le proprie partite interne presso il Keyworth Stadium di Hamtramck, un'enclave di Detroit.
Attualmente partecipa all'USL Championship, seconda divisione del calcio statunitense.

## Storia
Fondato nel 2012 da un gruppo di cinque amici di Detroit con la passione per il calcio, il club ha trascorso i primi anni della propria esistenza tra i dilettanti della National Premier Soccer League (NPSL), ottenendo come miglior risultato il raggiungimento della semifinale nazionale nel 2017.
Nel 2019 il Detroit City partecipò alla NPSL Members Cup, che sarebbe dovuta essere l'apripista per la NPSL Pro, un campionato professionistico organizzato dalla stessa NPSL a partire dalla primavera successiva. Il progetto dell'NPSL Pro alla fine saltò, ma Le Rouge riuscì ugualmente a vincere la Members Cup, assicurandosi il titolo con una giornata d'anticipo e sollevando così il primo trofeo della propria storia il 16 ottobre 2019, a seguito di una vittoria per 1-0 contro i Michigan Stars.
Il 28 settembre 2019, il Detroit City annunciò che avrebbe schierato anche una squadra femminile a partire dalla stagione successiva.
Il 15 agosto 2019 la National Independent Soccer Association (NISA), lega professionistica di terza divisione, annunciò che il Detroit City avrebbe partecipato al campionato a partire dal 2020. Il debutto del club tra i professionisti avvenne infine il 28 febbraio 2020 con una vittoria per 2-0 sul campo dei Los Angeles Force, ma, dopo aver disputato una sola partita di Spring Season, la stagione della NISA fu cancellata a causa della pandemia di coronavirus. La seconda parte dell'anno si rivelò però estremamente di successo per Le Rouge, che, dopo aver vinto la Great Lakes Division della prima edizione della NISA Independent Cup in estate, il 2 ottobre, sconfiggendo in finale gli Oakland Roots con il risultato di 2-1, si laureò campione anche della Fall Season NISA al termine di un torneo disputato a Hamtramck a porte chiuse.
Il 30 luglio 2020, il club offrì l'acquisto di quote societarie ai propri tifosi secondo il modello dell'azionariato popolare, ottenendo un enorme successo e raccogliendo circa un milione di dollari di investimenti da più di 2.000 tifosi in appena cinque giorni.
Nonostante club e tifoseria si fossero per anni battuti contro le leghe chiuse tipiche del calcio statunitense come MLS e USL, dopo due anni di militanza nella NISA, il 9 novembre 2021 il club formalizzò il suo passaggio in USL Championship.

## Palmarès

### Competizioni nazionali
- NISA: 2

2020-2021, 2021
- NPSL Members Cup: 1

2019

### Altri trofei
- NISA Independent Cup:

Campione Great Lakes Region: 2020, 2021
- NISA:

Fall Season 2020-2021
NISA Legends Cup
Spring Season 2020-2021